# Baby Boy
"Baby Boy"는 미국의 알앤비 가수 비욘세의 노래로 자메이카 출신의 랩퍼 션 폴이 피처링으로 참여했다. 스콧 슈토르히가 총 프로듀서를 맡았으며, 비욘세의 데뷔 앨범 Dangerously in Love의 두 번째 싱글로 2003년 10월 7일 발매되었다. 노래의 작곡가로는 비욘세, 제이Z, 폴, 스튜로히, 로버트 윌러 등이 참여했다.
"Baby Boy"는 상업적인 성공을 거뒀고, 빌보드 핫 100에서 9주 동안 1위를 차지했다. 이 곡은 미국에서 플래티넘 인증을 받았고, 비욘세의 싱글 중 "Irreplaceable"이 발매되기 전, 빌보드 핫 100에서 가장 많이 1위를 차지했던 싱글이였다. "Baby Boy"는 많은 나라에서 상위 10위권 진입을 했고, 호주와 뉴질랜드에서 플래티넘 인증을 받으며 세계적으로도 인기를 얻었다. 이 노래는 음악 평론가들로부터 긍정적인 리뷰를 받으며, 비욘세의 콘서트 중 주된 세트리스트로 결정되었다. 미국작곡작사출판연합회(ASCAP)는 이 노래를 2005년 가장 성공한 노래로 인정하며 팝 음악 시상식에서 수상도 받았다.
2005년에 미국의 싱어송라이터 제니퍼 아머가 자신의 곡 "Got a Little Bit of Love for You"의 후렴구를 비욘세가 표절했다며 소송을 걸었지만, 법원은 근본적으로 다른 노래라며 소송을 기각했다.

## 트랙 리스트
- 12" 맥시 싱글

1. "Baby Boy" (Album version) – 4:04
2. "Baby Boy" (Junior Vasquez Club Anthem Remix) – 8:50
3. "Baby Boy" (Maurice's Nu Soul Mix) – 6:14
4. "Baby Boy" (Maurice's Nu Dub Baby!) – 6:30

- 유러피안 맥시 CD

1. "Baby Boy" (Album Version) – 4:04
2. "Baby Boy" (Maurice's Nu Soul Mix) – 6:14
3. "Baby Boy" (Junior's Papadella) – 3:58
4. "Krazy In Luv" (Adam 12 So Crazy Remix) – 4:30

- 독일 CD 싱글

1. "Baby Boy" (Album Version) – 4:04
2. "Baby Boy" (Junior's Papadelle) – 3:58